# Ronde van Vlaanderen 2010/Startlijst
Onderstaand het deelnemersveld van de 94e Ronde van Vlaanderen verreden op 4 april 2010. De Zwitserse kampioen Fabian Cancellara (Saxo Bank) kwam in Meerbeke als winnaar over de streep na een veelbesproken aanval op de Belgische kampioen Tom Boonen op de Muur van Geraardsbergen. Na de machtsontplooiing op de Muur reed Cancellara solo naar Meerbeke, waar hij een volle minuut voorsprong had op Boonen. De vijfentwintig deelnemende ploegen konden acht renners selecteren. De Belg Stijn Devolder, een ploegmaat van Boonen bij Quick-Step en tweevoudig winnaar, droeg nummer één als titelverdediger.

## Ploegen
| K = Kopman | DNF = Niet uitgereden | Vb. = Nationale kampioen op de weg 2009 |

### Quick-Step
1.  Stijn Devolder

2.  Tom Boonen  K 

3.  Sylvain Chavanel

4.  Kevin De Weert

5.  Kevin Hulsmans DNF

6.  Matteo Tosatto

7.  Carlos Barredo

8.  Maarten Wynants

### AG2r–La Mondiale
11.  Julien Bérard DNF

12.  Ben Gastauer DNF

13.  Kristof Goddaert DNF

14.  Sébastien Hinault

15.  Lloyd Mondory

16.  Anthony Ravard DNF

17.  Nicolas Rousseau DNF

18. —

### Astana
21.  Scott Davis

21.  Allan Davis

23.  Valeri Dmitriev DNF

24.  Enrico Gasparotto DNF

25.  Andrij Hryvko

26.  Maksim Iglinski

27.  Valentin Iglinski DNF

28.  Mirko Selvaggi

### Caisse d'Epargne
31.  Luis Pasamontes DNF

32.  Arnaud Coyot DNF

33.  Mathieu Drujon DNF

34.  Imanol Erviti DNF

35.  Rui Costa DNF

36.  José Iván Gutiérrez DNF

37.  José Vicente García Acosta DNF

38.  José Joaquín Rojas

### Euskaltel–Euskadi
41.  Javier Aramendia

42.  Sergio De Lis DNF

43.  Jonathan Castroviejo DNF

44.  Aitor Galdós DNF

45.  Iñaki Isasi DNF

46.  Gorka Izagirre DNF

47.  Romain Sicard DNF

48.  Pablo Urtasun DNF

### Footon–Servetto
51.  Fabio Felline DNF

52.  Ermanno Capelli DNF

53.  Manuel Cardoso DNF

54.  Vidal Celis DNF

55.  Tom Faiers DNF

56.  Johnnie Walker DNF

57.  Michele Merlo DNF

58.  David Gutiérrez Palacios DNF

### La Française des Jeux
61.  Olivier Bonnaire DNF

62.  Sébastien Chavanel DNF

63.  Mikaël Chérel DNF

64.  Anthony Geslin DNF

65.  Frédéric Guesdon

66.  Jawhen Hoetarovitsj DNF

67.  Mathieu Ladagnous

68.  Yoann Offredo K

### Lampre–Farnese Vini
71.  Alfredo Balloni DNF

72. — 

73.  Marcin Sapa DNF

74.  Vitalij Boets DNF

75.  Mauro Da Dalto

76.  Danilo Hondo

77.  Mirco Lorenzetto DNF

78.  Simon Špilak K

### Liquigas–Doimo
81.  Daniele Bennati K DNF

82.  Tiziano Dall'Antonia

83.  Jacopo Guarnieri DNF

84.  Aljaksandr Koetsjynski DNF

85.  Daniel Oss

86.  Manuel Quinziato

87.  Fabio Sabatini

88.  Frederik Willems

### Omega Pharma–Lotto
91.  Mickaël Delage DNF

92.  Adam Blythe DNF

93.  Philippe Gilbert K 

94.  Leif Hoste

95.  Sebastian Lang DNF

96.  Jürgen Roelandts

97.  Staf Scheirlinckx

98.  Greg Van Avermaet

### Rabobank
101.  Lars Boom K

102.  Rick Flens DNF

103.  Sebastian Langeveld

104.  Tom Leezer DNF

105.  Nick Nuyens DNF

106.  Joost Posthuma

107.  Tom Stamsnijder DNF

108.  Maarten Tjallingii

### Sky Pro Cycling Team
111.  Kurt-Asle Arvesen 

112.  Michael Barry

113.  Greg Henderson DNF

114.  Juan Antonio Flecha K

115.  Matthew Hayman

116.  Ian Stannard

117.  Christopher Sutton

118.  Geraint Thomas

### Garmin–Transitions
121.  Julian Dean DNF

122.  Tyler Farrar

123.  Matthew Wilson DNF

124.  Steven Cozza DNF

125.  Martijn Maaskant

126.  David Millar

127.  Svein Tuft DNF

128.  Johan Vansummeren K

### HTC–Columbia
131.  Lars Ytting Bak

132.  Mark Cavendish K DNF

133.  Bernhard Eisel

134.  Matthew Goss

135.  Vicente Reynes

136.  Hayden Roulston

137.  Marcel Sieberg

138.  Martin Velits DNF

### Katjoesja
141.  Marco Bandiera DNF

142.  Maxime Vantomme DNF

143.  Sergej Ivanov  K

144.  Michail Ignatiev

145.  Robbie McEwen DNF

146.  Mychajlo Chalilov DNF

147.  Nikolaj Troesov

148.  Stijn Vandenbergh

### Team Milram
151.  Wim De Vocht DNF

152.  Markus Eichler DNF

153.  Thomas Fothen DNF

154.  Servais Knaven DNF

155.  Peter Wrolich DNF

156.  Paul Voss DNF

157.  Roy Sentjens

158.  Niki Terpstra

### Team RadioShack
161.  Lance Armstrong Resultaat (27e) geschrapt

162.  Tomas Vaitkus DNF

163.  Markel Irizar DNF

164.  Geoffroy Lequatre

165.  Dmitri Moeravjov

166.  Jaroslav Popovytsj DNF

167.  Grégory Rast K

168.  Sébastien Rosseler DNF

### Saxo Bank
171.  Fabian Cancellara  K 

172.  Matti Breschel 

173.  Baden Cooke DNF

174.  Frank Høj

175.  Anders Lund DNF

176.  Kasper Klostergaard

177.  Gustav Erik Larsson

178.  Stuart O'Grady DNF

### Bbox–Bouygues Telecom
181.  William Bonnet

182.  Steve Chainel

183.  Mathieu Claude DNF

184.  Yohann Gène DNF

185.  Damien Gaudin DNF

186.  Alexandre Pichot

187.  Sébastien Turgot

188.  Thomas Voeckler

### BMC Racing Team
191.  Alessandro Ballan K

192.  Marcus Burghardt

193.  George Hincapie 

194.  Karsten Kroon

195.  Martin Kohler DNF

196.  Michael Schär

197.  Jackson Stewart DNF

198.  Danilo Wyss DNF

### Cervélo TestTeam
201.  Roger Hammond

202.  Dominique Rollin

203.  Jeremy Hunt DNF

204.  Thor Hushovd K

205.  Martin Reimer  DNF

206.  Brett Lancaster DNF

207.  Daniel Lloyd

208.  Gabriel Rasch DNF

### Landbouwkrediet
211.  Frédéric Amorison

212.  Koen Barbé

213.  David Boucher DNF

214.  Davy Commeyne DNF

215.  Bert De Waele K DNF

216.  Kevin Neirynck DNF

217.  Bert Scheirlinckx

218.  Geert Verheyen DNF

### Skil–Shimano
221.  Roy Curvers

222.  Koen de Kort

223.  Mitchell Docker DNF

224.  Floris Goesinnen

225.  Steve Houanard DNF

226.  Tom Veelers

227.  Job Vissers DNF

228.  Piet Rooijakkers DNF

### Topsport Vlaanderen–Mercator
231.  Johan Coenen DNF

232.  Thomas De Gendt DNF

233.  Pieter Jacobs DNF

234.  Klaas Lodewyck DNF

235.  Geert Steurs DNF

236.  Maarten Neyens DNF

237.  Sep Vanmarcke

238.  Steven Van Vooren DNF

### Vacansoleil
241.  Wouter Mol DNF

242.  Joost van Leijen

243.  Johnny Hoogerland

244.  Björn Leukemans K

245.  Marco Marcato

246.  Jens Mouris DNF

247.  Bobbie Traksel

248.  Lieuwe Westra

## Afbeeldingen

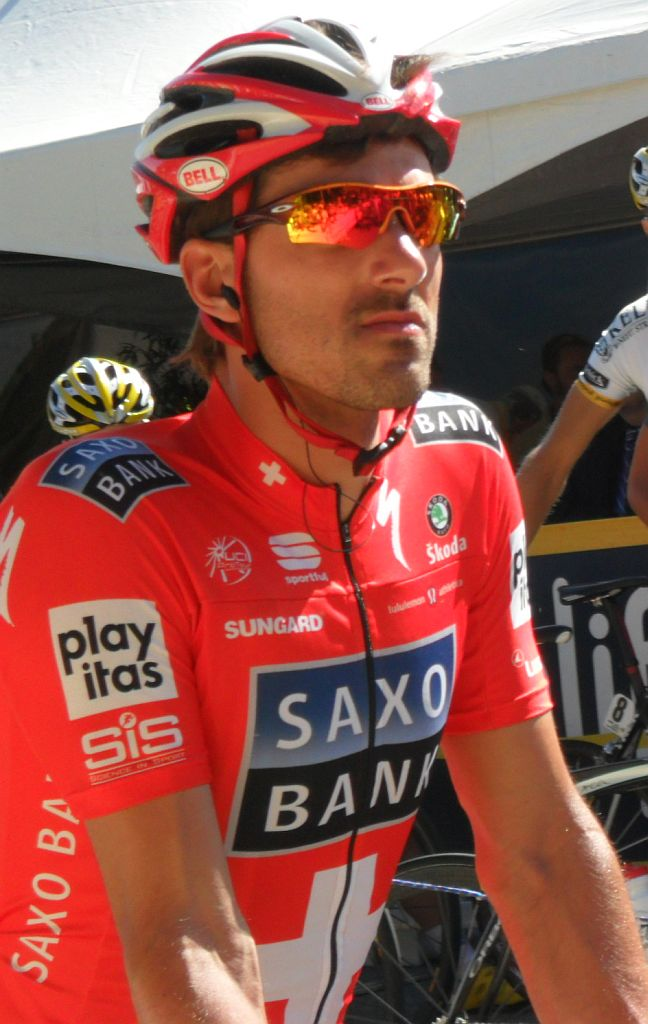
Fabian Cancellara
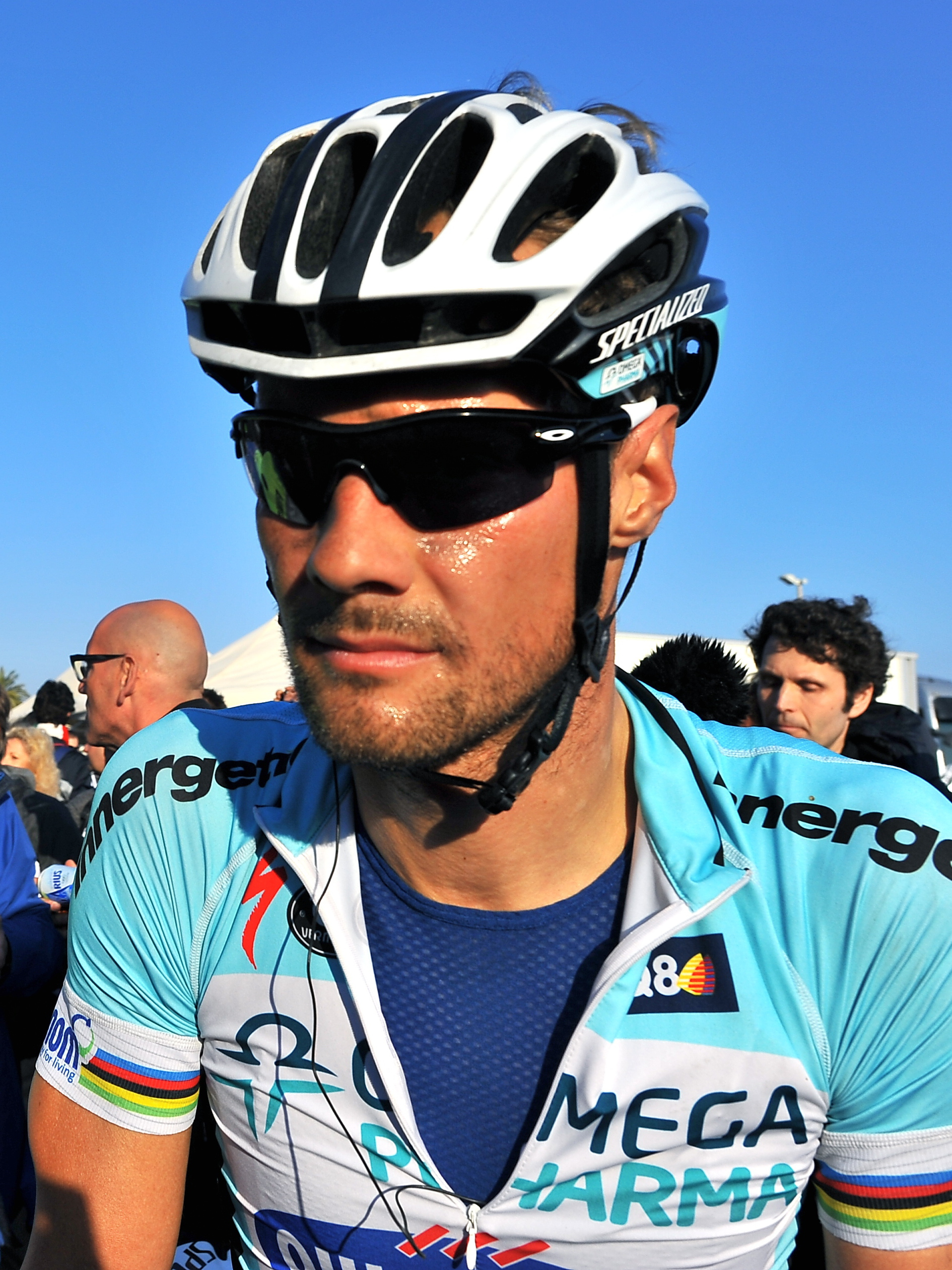
Tom Boonen
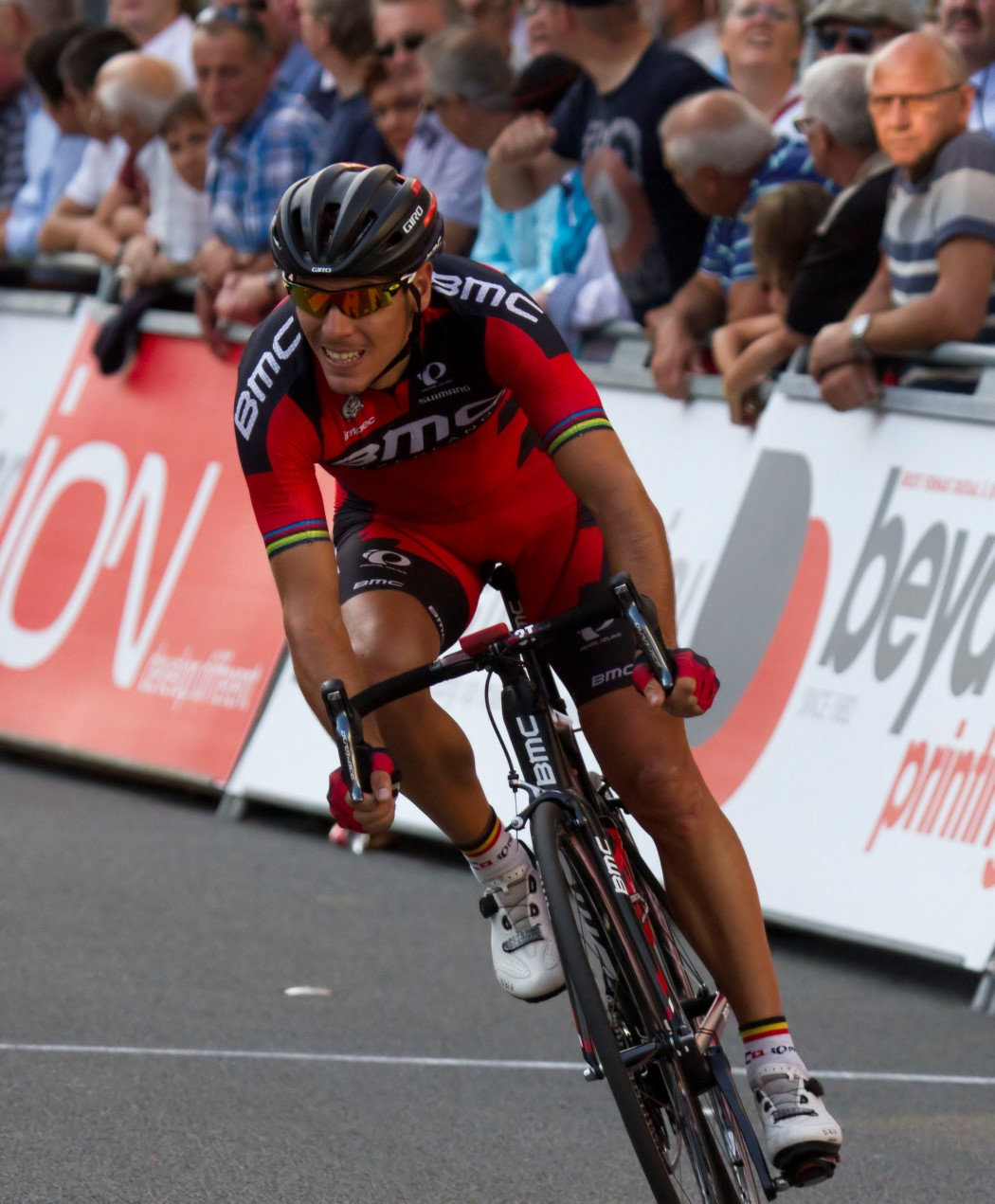
Philippe Gilbert
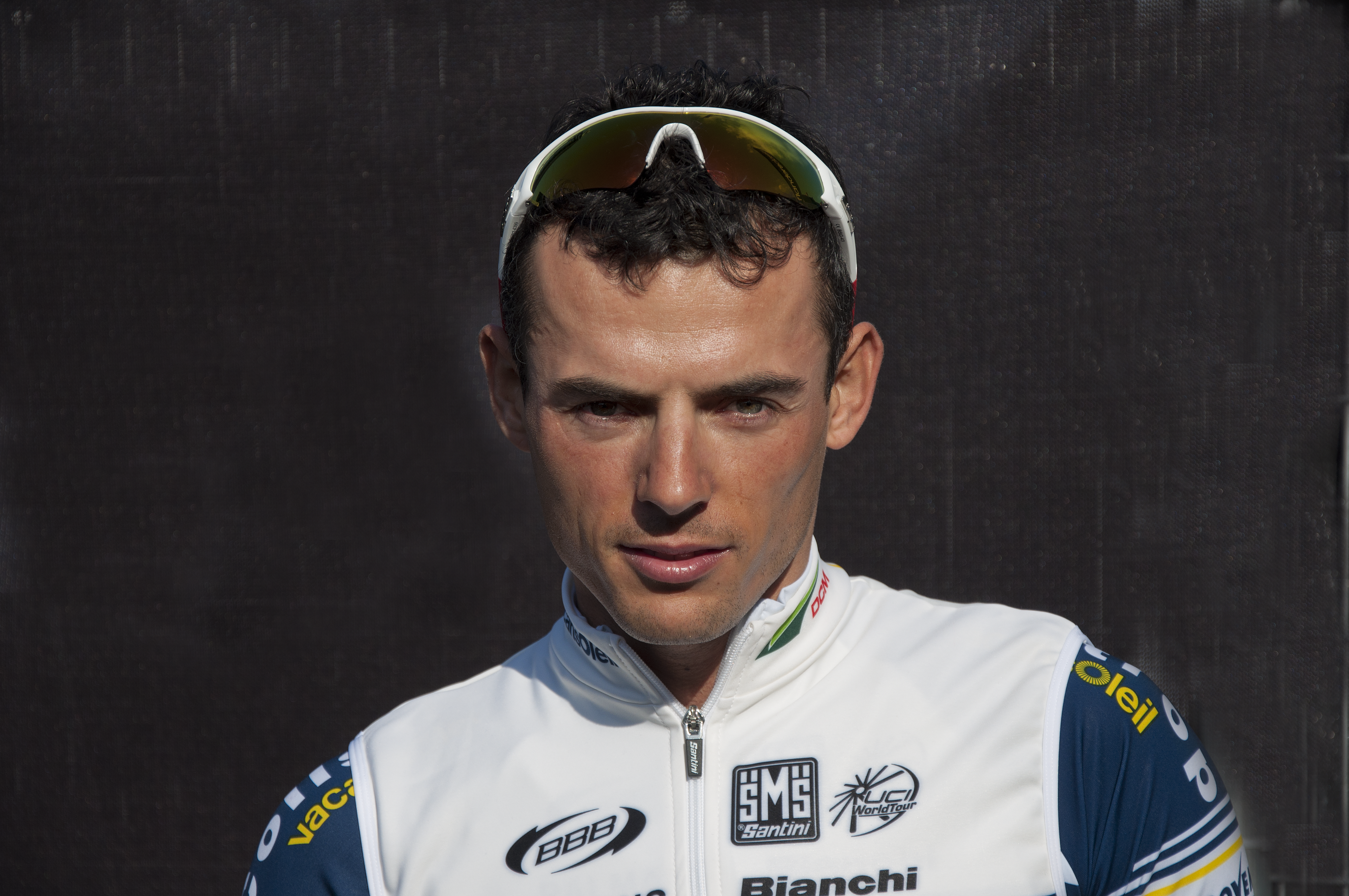
Björn Leukemans
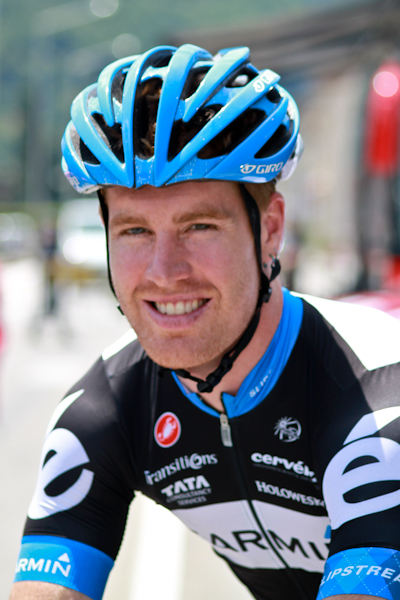
Tyler Farrar
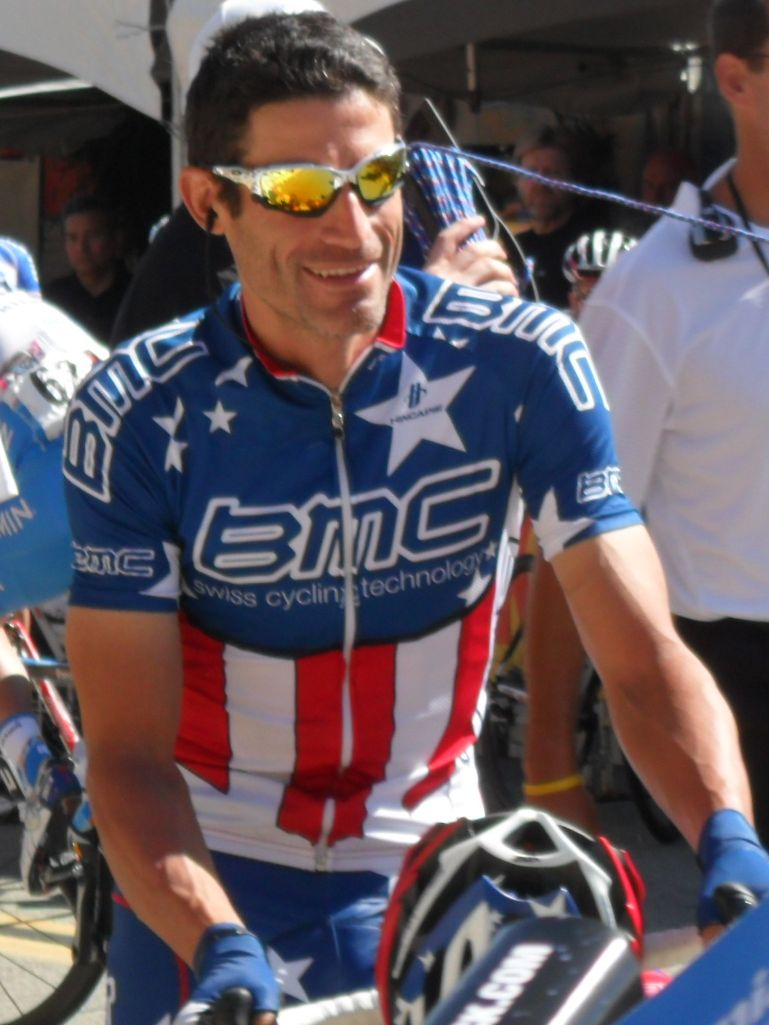
George Hincapie
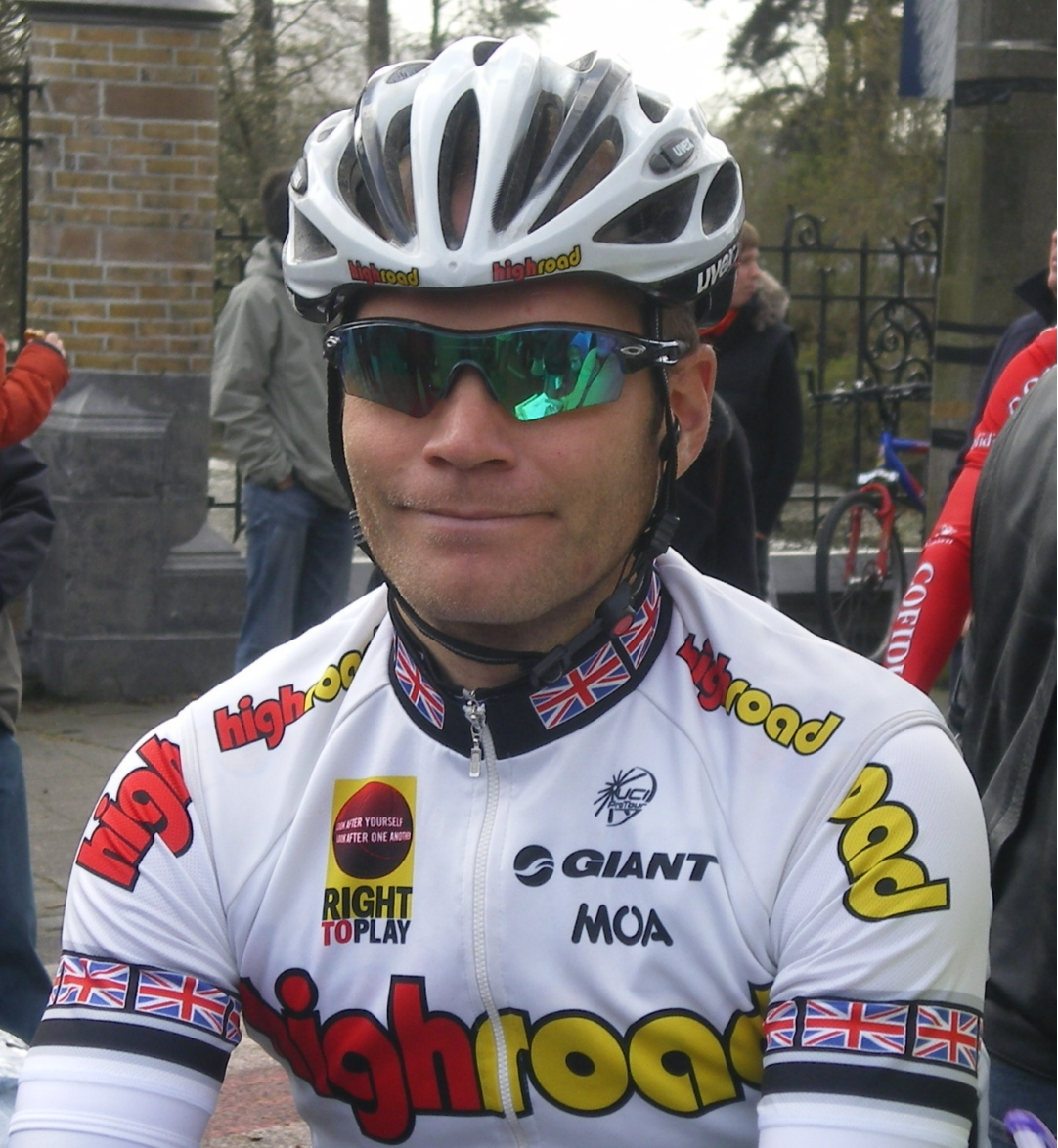
Roger Hammond
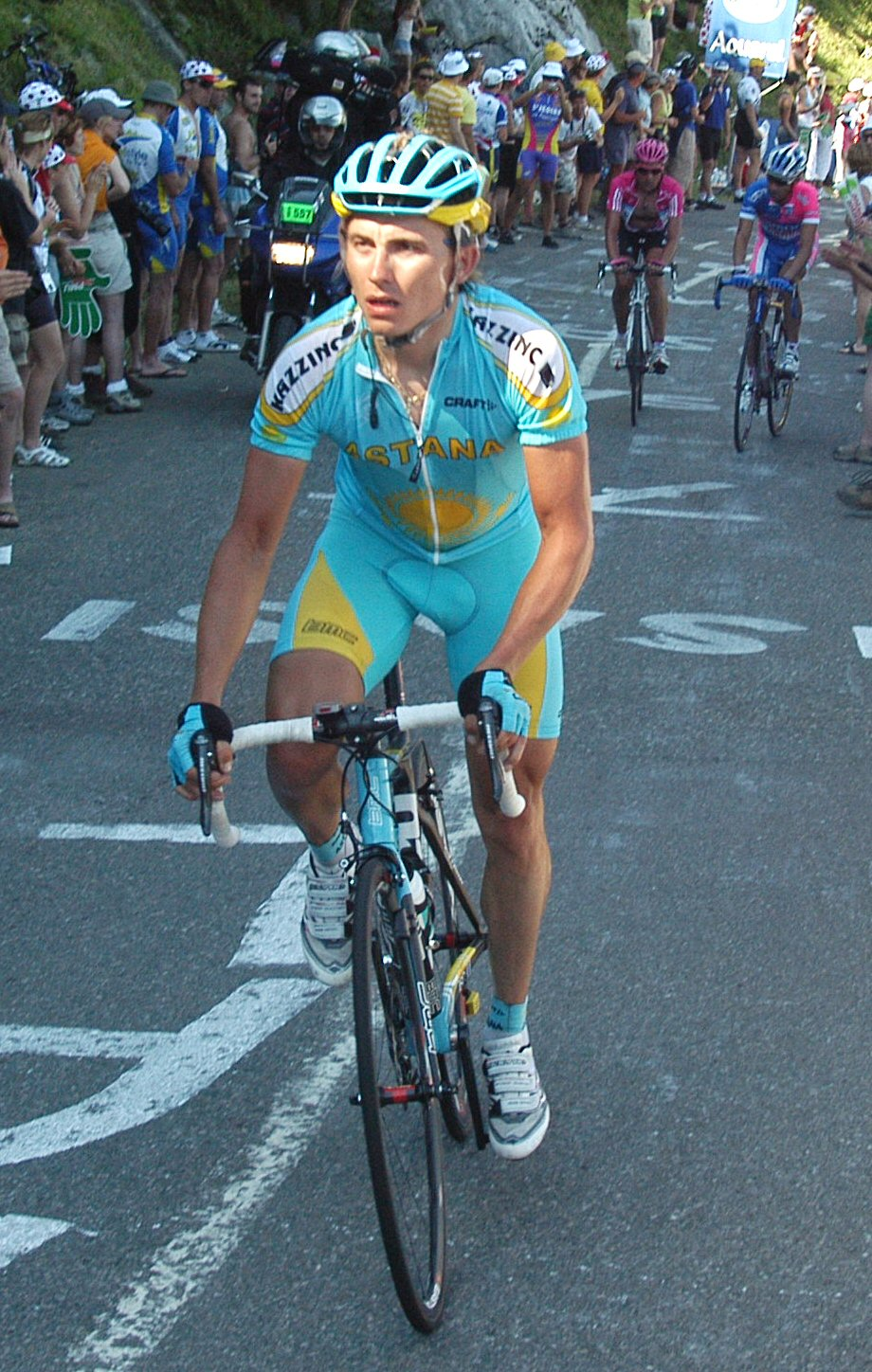
Maksim Iglinski
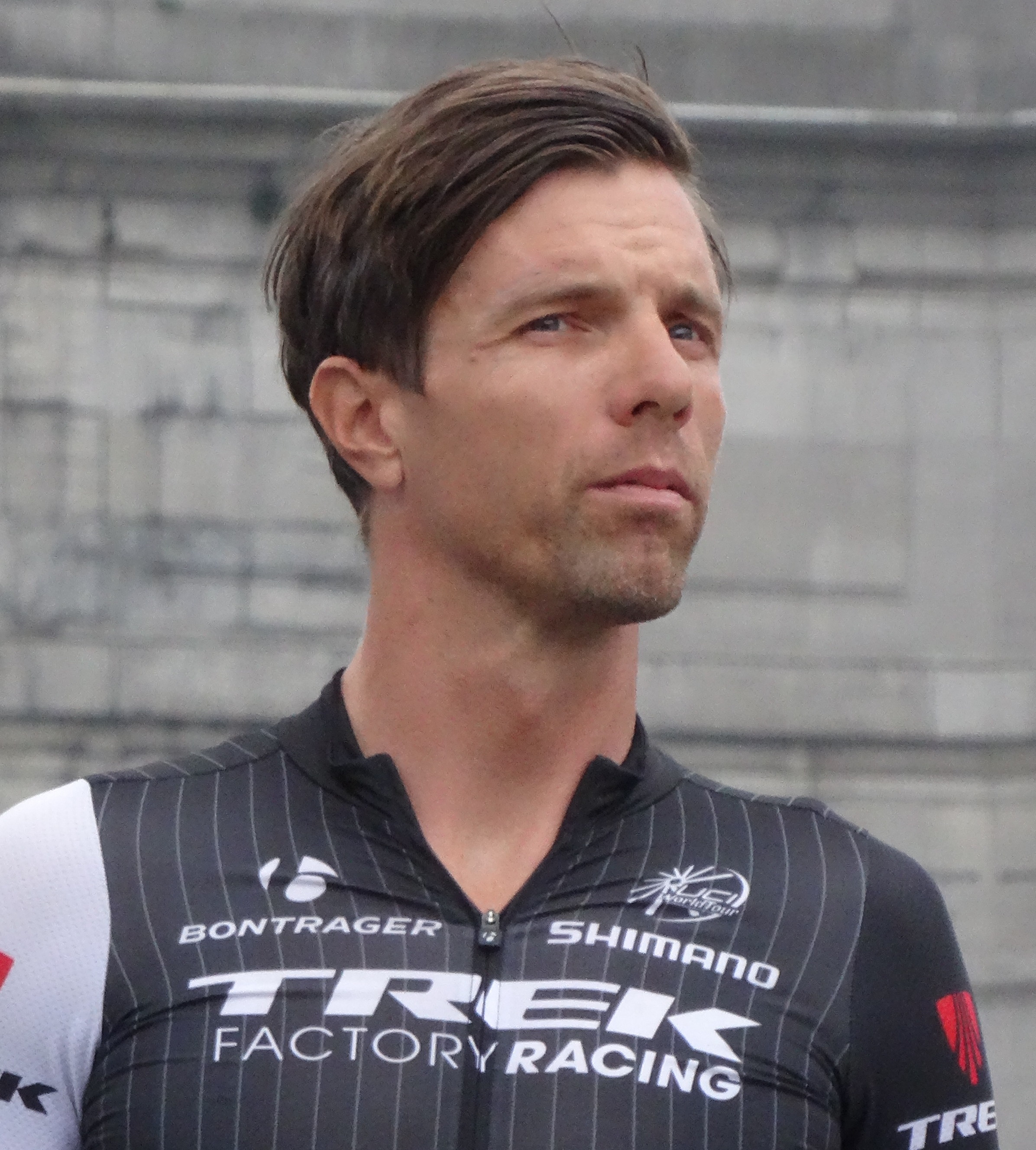
Danilo Hondo
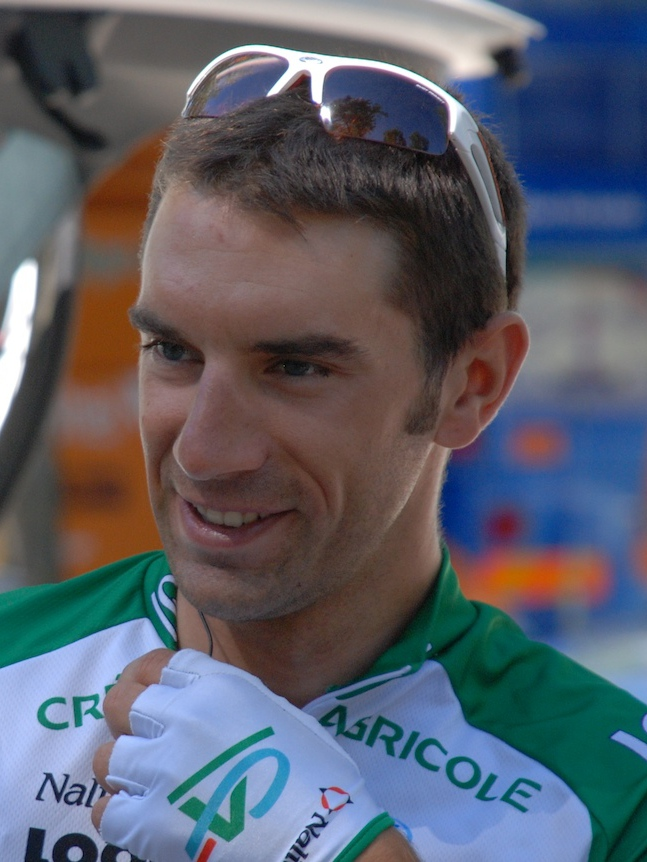
William Bonnet

1913 · 
1914 · 
1915 · 
1916 · 
1917 · 
1918 · 
1919 · 
1920 · 
1921 · 
1922 · 
1923 · 
1924 · 
1925 · 
1926 · 
1927 · 
1928 · 
1929 · 
1930 · 
1931 · 
1932 · 
1933 · 
1934 · 
1935 · 
1936 · 
1937 · 
1938 · 
1939 · 
1940 · 
1941 · 
1942 · 
1943 · 
1944 · 
1945 · 
1946 · 
1947 · 
1948 · 
1949 · 
1950 · 
1951 · 
1952 · 
1953 · 
1954 · 
1955 · 
1956 · 
1957 · 
1958 · 
1959 · 
1960 · 
1961 · 
1962 · 
1963 · 
1964 · 
1965 · 
1966 · 
1967 · 
1968 · 
1969 · 
1970 · 
1971 · 
1972 · 
1973 · 
1974 · 
1975 · 
1976 · 
1977 · 
1978 · 
1979 · 
1980 · 
1981 · 
1982 · 
1983 · 
1984 · 
1985 · 
1986 · 
1987 · 
1988 · 
1989 · 
1990 · 
1991 · 
1992 · 
1993 · 
1994 · 
1995 · 
1996 · 
1997 · 
1998 · 
1999 · 
2000 · 
2001 · 
2002 · 
2003 · 
2004 · 
2005 · 
2006 · 
2007 · 
2008 · 
2009 · 
2010 · 
2011 · 
2012 · 
2013 · 
2014 · 
2015 · 
2016 · 
2017 · 
2018 · 
2019 · 
2020 · 
2021 · 
2022 · 
2023 · 
2024
Lijst van beklimmingen